# Conde da Covilhã

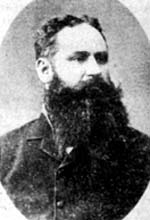
Cândido Augusto de Albuquerque Calheiros, 1.º Conde da Covilhã

Conde da Covilhã é um título nobiliárquico criado por D. Carlos I de Portugal, por Decreto de 16 de Fevereiro de 1898, em favor de Cândido Augusto de Albuquerque Calheiros, que teve o título mudado de 1.º Conde do Refúgio.
Titulares
1. Cândido Augusto de Albuquerque Calheiros, 1.º Conde do Refúgio, 1.º Conde da Covilhã;
2. José Mendes da Veiga de Quental Calheiros, 2.º Conde da Covilhã.

Após a Implantação da República Portuguesa, e com o fim do sistema nobiliárquico, usou o título:
1. Júlio Anahory de Quental Calheiros, 3.º Conde da Covilhã.